# Dyscia dagestana
Dyscia dagestana là một loài bướm đêm trong họ Geometridae.